# Lourdes Ortiz Sánchez
Lourdes Ortiz Sánchez (Madrid, 24 marzo 1943) è una scrittrice e drammaturga spagnola.

## Biografia
Lourdes Ortiz Sánchez nasce a Madrid il 24 marzo 1943. Trascorre la sua infanzia studiando in un convento di suore. All'età di 13 anni i suoi genitori si separano e, mentre suo padre si stabilisce a Parigi, Lourdes rimane con la madre a Madrid. A 19 anni si sposa con il poeta Jesús Munárriz, da cui ha un figlio. Si laurea in geografia e storia all'Università Complutense e lavora come insegnante di Storia e sociologia dell'arte nella UNED e nella facoltà di giornalismo di Madrid. Dal 1976 insegna Teoria e storia dell'arte alla Real Escuela de Arte Dramatico di Madrid, di cui è direttrice dal 1991 al 1993.
Durante i primi anni Sessanta fa parte con il marito del PCE (Partido Comunista de España) clandestino, ma lo abbandona dopo l'invasione di Praga da parte dei sovietici nel 1968. Nello stesso anno divorzia dal marito, e in seguito ha una lunga relazione con il filosofo Fernando Savater e, negli anni Ottanta, con l'attore e scrittore Daniel Sarasola.
Nel 1989 entra a fare parte del gruppo Sinistra Unita, da cui esce definitivamente nove mesi più tardi, abbandonando l'attività politica. È nota per il caustico ritratto dei "sessantottini" spagnoli, delle cui iniziative ha fatto parte a suo tempo, partecipando a collettivi teatrali e politici, apparso nel 1976 nel romanzo Luz de memoria.
Ha collaborato con giornali come El Paìs, El Mundo, Diario 16 e con diverse altre riviste e pubblicazioni. È stata spesso ospite di talk show radiofonici e televisivi.
Il suo repertorio è piuttosto diversificato: include diversi generi, fra cui opere teatrali, romanzi storici, polizieschi, saggi, traduzioni.
Nel 1995 è stata finalista del premio Planeta con il romanzo La fuente de la vida. Ha tradotto dal francese opere di Sade, Flaubert, Tournier.

## Temi e opere
Le sue opere, spesso basate sulla metanarrazione e sul flusso di coscienza, presentano come temi l'ambizione, la violenza, la lotta per il potere, il femminismo, il difficile equilibrio tra ideologia e azione. Anche se è molto attenta all'attualità, Lourdes ricorre con frequenza a miti classici o all'ambientazione storica, rendendo le sue opere testimonianze di un'epoca e di una generazione, e indagando sulle implicazioni del suo essere donna e scrittrice.
Nelle sue opere è presente una vasta gamma di protagoniste donne, quasi sempre coscienti del fatto di dover lottare ogni giorno per sopravvivere in un mondo che è loro ostile ed estraneo. In un'intervista con Lynn McGovern, Lourdes ha affermato di non voler essere etichettata come scrittrice femminista, anche se i suoi romanzi mettono al centro dell'attenzione la figura femminile.
Urraca (1982)
Nell'opera Urraca (1982), ritenuta il migliore e più completo romanzo storico scritto da una donna in Spagna negli ultimi anni, il personaggio principale è una donna potente e coraggiosa che vuole difendere i suoi diritti dinastici: la regina Urraca I di Leon e Castiglia (1095-1126), che lotta per il suo diritto al trono. La scrittrice parla dal punto di vista delle donne oppresse inserendosi nel filone femminista, e sperimentando il filone del romanzo storico, attraverso il quale dà voce a un personaggio realmente esistito. Gli scritti della regina offrono una diversa interpretazione degli eventi dell'epoca, mettendo in discussione le ricostruzioni e le valutazioni di quel periodo di regno formulate dai suoi contemporanei. In questo romanzo l'autrice usa frequentemente tecniche metanarrative incorporando la favola nella narrativa e combinando gli elementi del romanzo storico con temi che affrontano la condizione sociale femminile. I meccanismi metanarrativi, uniti ad una ricchezza interpretativa e all'ironia ricorrente nei dialoghi, creano una dimensione assurda tipica del romanzo postmoderno.
Lo sviluppo del genere poliziesco in Picadura Mortal (1979)
Il suo interesse per il genere poliziesco inizia a svilupparsi con il romanzo Picadura mortal (1979), nel quale per la prima volta appare una detective, elemento innovativo e di rottura con la tradizione precedente. La protagonista Bárbara Arenas, investigatrice privata, è anche una donna attraente, trasgressiva, celibe, senza figli, disinibita sessualmente e capace di affrontare da sola i pericoli: tutti tratti che allora potevano essere considerati eccessivi e innaturali.
Lourdes Ortiz, come altri autori spagnoli contemporanei del genere, è cresciuta sotto il regime dittatoriale di Franco. In Picadura mortal, ambientato durante la guerra civile spagnola, l'autrice collega strettamente i personaggi del romanzo al contesto storico dell'epoca. L'investigatrice privata Bárbara Arenas viene assunta dalla famiglia Granados qualche settimana dopo la scomparsa di Enrique Granados, un imprenditore proveniente dalle Isole Canarie. Grazie a una foto fornitale da un legionario, scopre che il protagonista aveva ucciso un soldato, un uomo di famiglia agiata, per impossessarsi della sua terra e della sua posizione sociale. Nel romanzo molti elementi, descrittivi e letterari, richiamano la vittoria nazionalista, il regime franchista ed i suoi valori. Lo stesso luogo in cui si svolge la storia, le Isole Canarie in cui il generale Francisco Franco si era trasferito nel 1936, rievocano il paese dal quale prese avvio l'insurrezione che diede inizio alla guerra civile spagnola. La scelta di queste isole è divenuta oggetto di critica nei confronti dell'autrice, a cui è stato rimproverato di non averle mai visitate di persona: un fatto insolito, dal momento che, specialmente nei romanzi polizieschi, l'ambientazione è quasi sempre familiare agli autori.

### Teatro
- 1980. Las murallas de Jericó, finalista del Premio Aguilar di Teatro del 1978.
- 1982. Penteo
- 1983. Fedra
- 1986. Cenicienta
- 1986. Yudita
- 1991. Electra-Babel
- 1994. El cascabel al gato
- 1994. El local de Bernardeta A ( parodia de La casa de Bernarda Alba, di Federico García Lorca)
- 1995. Olivia y Macedonia,  inedito.
- 1996. Dido en los infiernos
- 1999. La guarida. Vincitrice del primo premio "El Espectáculo teatral".
- 1999. Rey loco

### Romanzi
- 1969. Andrés García, de 19 años de edad (inedita)
- 1976. Luz de la memoria. Il personaggio principale è un giovane in terapia presso un ospedale psichiatrico che rievoca il proprio impegno politico e un'esperienza di amore libero vissuta a Parigi. Uscito dal manicomio il giovane ritorna dalla moglie, entra in un giro di trafficanti di droga per poi suicidarsi.[14]
- 1979. Picadura mortal.  Compare la prima donna detective che risolve un caso di sequestro, basato su fatti reali.[14]
- 1982. Urraca. È ambientato nel XII secolo e la storia è filtrata da Urraca, regina di Castiglia, figlia di Alfonso VI, imprigionata in un monastero dal proprio figlio, il futuro Alfonso VII, che narra le proprie azioni e scelte, in politica e in amore, a un confidente silenzioso: un monaco incaricato di servirle i pasti.[14]
- 1986. Arcángeles. Continua la riflessione sul tradimento, iniziata con Luz de la memoria. Il protagonista eternamente giovane, Gabriel, riunisce le caratteristiche di tre arcangeli: Gabriele (l'annunciazione), Michele (la distruzione), e Raffaele (l'iniziatore). La sua radiosa bellezza suscita infuocanti passioni tra gli omosessuali e il libro è una scorribanda nelle notti caotiche, trasgressive e vacue della movida della società dispersa e contraddittoria degli anni Ottanta.[14]
- 1981 (ripubblicata nel 2015). En días como éstos, 1981 (ripubblicata nel 2015). Narra in modo ellittico e impersonale la storia d'amicizia tra due terroristi, uno dei quali ha deciso di abbandonare l'organizzazione in cui milita.[14]
- 1992. Antes de la batalla è un romanzo ambientato nella Spagna contemporanea. Il protagonista è un uomo che attraversa la crisi di mezza età, cercando di dare un significato alla sua vita.[15]
- 1995. La fuente de la vida. Racconta l'abuso di minori sfruttati per il traffico internazionale di organi e le adozioni illegali.[14]
- 1999. La liberta. Una mirada insólita sobre Pablo y Nerón.
- 2002. Cara de niño. Tre investigatrici private cercano di far luce sulla misteriosa scomparsa di un omosessuale.[14]
- 2006. Las manos de Velázquez. Indaga su aspetti solitamente ignorati della biografia del pittore e sulla condizione femminile nella storia, riscrivendola dal punto di vista soggettivo ed interiore di donne particolari, come quello della schiava emancipata e indipendente educata da Senaca o dell'amante amica di Nerone, protagonista di La libertà.[14]

### Saggi
- 1967. Larra; escritos políticos
- 1977. Comunicación crítica
- 1979. Conocer Rimbaud y su obra
- 1989. Camas, un ensayo irreverente
- 1997. El sueño de la pasión

### Racconti
- 1981. La caja que no pudo ser è un libro per bambini, il tema principale è la pace nella storia. Racconta la storia di un bambino che può cambiare gli eventi storici premendo una piccola scatola.[14]
- 1988. Los motivos de Circe è dedicata ai personaggi femminili della mitologia greca e della tradizione cristiano-ebraica. Lo scopo dell'autrice è quello di rivedere le storie antiche, come ad esempio l'Odissea e l'Antico Testamento, e l'immagine stereotipata con cui vengono presentate le donne protagoniste (Eva, Penelope, Circe, Salomone e Betsabea).[16]
- 1998. Fátima de los naufragios racconta l'immigrazione e il tentativo di attraversare il mare che separa la Spagna dai paesi africani.[17]
- 2011. Ojos de gato parla della crisi economica e morale del XXI secolo. L'autrice racconta la miseria, la povertà, la guerra, le minacce terroriste, l'immigrazione, la sconnessione tra l'universo maschile e quello femminile.[17]